# 시막시스
시막시스(Simaxis, it; 사르데냐어: Simaghis sc or Simaxis sc)는 이탈리아 사르데냐 주 오리스타노도에 있는 코무네이다. 칼리아리에서 북서쪽으로 약 90 킬로미터 (56 mi) 떨어져 있고, 오리스타노에서 북동쪽으로 약 11 킬로미터 (7 mi) 떨어져 있다.
시막시스는 다음 지방 자치체와 접해 있다: 올라스트라, 오리스타노, 시아만나, 시아피차, 솔라루사, 체르팔리우.